# 2022年のナショナルリーグチャンピオンシップシリーズ
2022年の野球において、メジャーリーグベースボール（MLB）のポストシーズンは10月7日に開幕した。ナショナルリーグの第53回リーグチャンピオンシップシリーズ（英語: 53rd National League Championship Series、以下「リーグ優勝決定戦」と表記）は、18日から23日にかけて計5試合が開催された。その結果、フィラデルフィア・フィリーズ（東地区）がサンディエゴ・パドレス（西地区）を4勝1敗で下し、13年ぶり8回目のリーグ優勝およびワールドシリーズ進出を果たした。
両球団がポストシーズンで対戦するのはこれが初めて。今シーズン開幕前、機構と選手会が新たな労使協定を締結し、以下のふたつの規則変更がなされた。
- ナショナルリーグへの指名打者（DH）制度導入
- 地区優勝を逃したワイルドカード球団の枠を1リーグあたり2→3へ増加

今シリーズはリーグ優勝決定戦史上初めてワイルドカード球団どうしの対戦となり、フィリーズが勝利した。シリーズMVPには、第1戦・第4戦・第5戦の3試合で決勝打を放つなど、5試合で打率.400・2本塁打・5打点・OPS 1.250という成績を残したフィリーズのブライス・ハーパーが選出された。フィリーズは第3ワイルドカード、つまり前年までの形式であればポストシーズンに進出できない成績であり、ハーパーも右肘の靭帯損傷によりDHでなければ試合に出場できない状態だったため、前述の規則変更が今シリーズの結果に大きく影響したといえる。レギュラーシーズン90勝未満の球団どうしがリーグ優勝決定戦で対戦するのも、短縮シーズンを除けば史上初のことであった。しかしフィリーズは、ワールドシリーズではアメリカンリーグ王者ヒューストン・アストロズに2勝4敗で敗れ、14年ぶり3度目の優勝を逃した。
2021年、MLB機構が非銀行系住宅ローン会社のローンデポと契約を締結し、同社はその年から5年間リーグ優勝決定戦の冠スポンサーとなった。これにより、大会名はナショナルリーグチャンピオンシップシリーズ presented by ローンデポ（英語: National League Championship Series presented by loanDepot）となる。

## 両チームの2022年
10月15日、まず先に行われた試合でフィリーズ（東地区3位＝第3ワイルドカード）が、そのあとの試合ではパドレス（西地区2位＝第2ワイルドカード）が、それぞれ地区シリーズ突破を決めてリーグ優勝決定戦へ駒を進めた。
フィリーズは2021年、地区優勝アトランタ・ブレーブスに6.5ゲーム差届かずポストシーズン進出を逃した。チームの弱みは守備だったが、オフには守備に難のある強打の外野手カイル・シュワーバーやニック・カステヤノスを獲得した。2022年は序盤から低迷し、22勝29敗となったところで監督のジョー・ジラルディが解任される。ロブ・トムソンが引き継いだあとは勝率が上向くも、6月下旬には中心打者ブライス・ハーパーが死球で左手親指を骨折して離脱した。前半戦終了時は49勝43敗の地区3位で、首位ニューヨーク・メッツには8.5ゲーム差離された。8月2日のトレード期限までには、課題の外野守備と救援投手陣を強化するため、ブランドン・マーシュやデビッド・ロバートソンを補強した。後半戦も、メッツとブレーブスの首位争いに割って入ることはできず。ただワイルドカード争いでは、この年から枠がひとつ増えたこともあって圏内に留まり続け、10月3日に最後の1枠へ滑り込んだ。平均得点4.61はリーグ5位、防御率3.98はリーグ9位。打線が200本超の本塁打を放った一方、投手陣では先発ローテーションでアーロン・ノラとザック・ウィーラーに次ぐ位置へレンジャー・スアレスらが台頭し、救援陣も補強が実って致命的な弱みとならずに済んだ。ワイルドカードシリーズではセントルイス・カージナルスを2勝0敗で、地区シリーズではブレーブスを3勝1敗で、それぞれ下した。
パドレスは2021年を79勝83敗の負け越しで終え、オフには監督のジェイス・ティングラーを解任しボブ・メルビンを招聘した。だがそのオフ、正遊撃手フェルナンド・タティス・ジュニアがオートバイ事故で手首を骨折し、2022年は長期欠場を余儀なくされる。チームは開幕からロサンゼルス・ドジャースを追いかけ、一時はドジャースを抜いて地区首位に立つ。しかし6月18日に2位へ後退すると、7月17日の前半戦終了時にはゲーム差を10.0にまで広げられた。8月2日のトレード期限までには外野手フアン・ソトや内野手ジョシュ・ベル、救援投手ジョシュ・ヘイダーら大物選手を相次いで獲得し、他球団よりも派手な動きで勝利への意思を鮮明にする。しかし復帰目前だったタティスが禁止薬物使用で出場停止処分を受け、新加入選手たちも揃って成績を落とすなど、補強後はチームの調子が却って悪くなった。9月15日の零封負け後、不甲斐ない戦いぶりをメルビンが一喝してからは調子が上向き、地区2位で10月2日にワイルドカード2枠目を確保した。平均得点4.35はリーグ8位、防御率3.81はリーグ5位。チームが踏みとどまったのは、投打の中心選手であるダルビッシュ有とマニー・マチャドが期待通りに活躍したことや、メルビンの冷静な采配によるところが大きい。ワイルドカードシリーズではメッツを2勝1敗で、地区シリーズではドジャースを3勝1敗で、それぞれ下した。
リーグ優勝決定戦の第1・2・6・7戦を本拠地で開催できる "ホームフィールド・アドバンテージ" は、地区優勝球団どうしやワイルドカード球団どうしの対戦の場合はレギュラーシーズンの勝率がより高いほうの球団に、地区優勝球団とワイルドカード球団が対戦する場合は地区優勝球団に与えられる。したがって今シリーズでは、パドレスがアドバンテージを得る。この年のレギュラーシーズンでは両球団は7試合対戦し、フィリーズが4勝3敗と勝ち越していた。

## ロースター
両チームの出場選手登録（ロースター）は以下の通り。
- 名前の横の★はこの年のオールスターゲームに選出された選手を、＃はレギュラーシーズン開幕後に入団した選手を示す。
- 年齢は今シリーズ開幕時点でのもの。

| フィラデルフィア・フィリーズ | フィラデルフィア・フィリーズ | フィラデルフィア・フィリーズ | フィラデルフィア・フィリーズ | フィラデルフィア・フィリーズ | フィラデルフィア・フィリーズ | フィラデルフィア・フィリーズ | サンディエゴ・パドレス | サンディエゴ・パドレス | サンディエゴ・パドレス | サンディエゴ・パドレス    | サンディエゴ・パドレス | サンディエゴ・パドレス | サンディエゴ・パドレス |
| 守備位置                     | 背番号                       | 出身                         | 選手                         | 投                           | 打                           | 年齢                         | 守備位置               | 背番号                 | 出身                   | 選手                      | 投                     | 打                     | 年齢                   |
| ---------------------------- | ---------------------------- | ---------------------------- | ---------------------------- | ---------------------------- | ---------------------------- | ---------------------------- | ---------------------- | ---------------------- | ---------------------- | ------------------------- | ---------------------- | ---------------------- | ---------------------- |
| 投手                         | 46                           | ベネズエラの旗               | ホセ・アルバラード           | 左                           | 左                           | 27                           | 投手                   | 52                     | アメリカ合衆国の旗     | マイク・クレビンジャー    | 右                     | 右                     | 31                     |
| 投手                         | 64                           | アメリカ合衆国の旗           | アンドリュー・ベラッティ     | 右                           | 右                           | 31                           | 投手                   | 11                     | 日本の旗               | ダルビッシュ有            | 右                     | 右                     | 36                     |
| 投手                         | 75                           | アメリカ合衆国の旗           | コナー・ブログドン           | 右                           | 右                           | 27                           | 投手                   | 66                     | ドミニカ共和国の旗     | ルイス・ガルシア          | 右                     | 右                     | 35                     |
| 投手                         | 58                           | ドミニカ共和国の旗           | セランソニー・ドミンゲス     | 右                           | 右                           | 27                           | 投手                   | 71                     | アメリカ合衆国の旗     | ジョシュ・ヘイダー★＃     | 左                     | 左                     | 28                     |
| 投手                         | 56                           | アメリカ合衆国の旗           | ザック・エフリン             | 右                           | 右                           | 28                           | 投手                   | 25                     | アメリカ合衆国の旗     | ティム・ヒル              | 左                     | 右                     | 32                     |
| 投手                         | 70                           | アメリカ合衆国の旗           | ベイリー・ファルター         | 左                           | 右                           | 25                           | 投手                   | 36                     | アメリカ合衆国の旗     | ピアース・ジョンソン      | 右                     | 右                     | 31                     |
| 投手                         | 44                           | アメリカ合衆国の旗           | カイル・ギブソン             | 右                           | 右                           | 34                           | 投手                   | 55                     | アメリカ合衆国の旗     | ショーン・マネイア        | 左                     | 右                     | 30                     |
| 投手                         | 52                           | アメリカ合衆国の旗           | ブラッド・ハンド             | 左                           | 左                           | 32                           | 投手                   | 21                     | アメリカ合衆国の旗     | ニック・マルティネス      | 右                     | 左                     | 32                     |
| 投手                         | 27                           | アメリカ合衆国の旗           | アーロン・ノラ               | 右                           | 右                           | 29                           | 投手                   | 50                     | キューバの旗           | アドリアン・モレホン      | 左                     | 左                     | 23                     |
| 投手                         | 30                           | アメリカ合衆国の旗           | デビッド・ロバートソン＃     | 右                           | 右                           | 37                           | 投手                   | 44                     | アメリカ合衆国の旗     | ジョー・マスグローブ★     | 右                     | 右                     | 29                     |
| 投手                         | 55                           | ベネズエラの旗               | レンジャー・スアレス         | 左                           | 左                           | 27                           | 投手                   | 4                      | アメリカ合衆国の旗     | ブレイク・スネル          | 左                     | 左                     | 29                     |
| 投手                         | 43                           | アメリカ合衆国の旗           | ノア・シンダーガード＃       | 右                           | 左                           | 30                           | 投手                   | 75                     | ベネズエラの旗         | ロベルト・スアレス        | 右                     | 右                     | 31                     |
| 投手                         | 45                           | アメリカ合衆国の旗           | ザック・ウィーラー           | 右                           | 左                           | 30                           | 投手                   | 48                     | アメリカ合衆国の旗     | スティーブン・ウィルソン  | 右                     | 右                     | 28                     |
| 捕手                         | 10                           | アメリカ合衆国の旗           | J.T.リアルミュート           | 右                           | 右                           | 31                           | 捕手                   | 38                     | コロンビアの旗         | ホルヘ・アルファーロ      | 右                     | 右                     | 29                     |
| 捕手                         | 21                           | アメリカ合衆国の旗           | ギャレット・スタッブス       | 右                           | 左                           | 29                           | 捕手                   | 12                     | アメリカ合衆国の旗     | ルイス・キャンプサーノ    | 右                     | 右                     | 24                     |
| 内野手                       | 28                           | アメリカ合衆国の旗           | アレク・ボーム               | 右                           | 右                           | 26                           | 捕手                   | 26                     | アメリカ合衆国の旗     | オースティン・ノラ        | 右                     | 右                     | 32                     |
| 内野手                       | 17                           | アメリカ合衆国の旗           | リース・ホスキンス           | 右                           | 右                           | 29                           | 内野手                 | 24                     | アメリカ合衆国の旗     | ジョシュ・ベル＃          | 右                     | 両                     | 30                     |
| 内野手                       | 2                            | ドミニカ共和国の旗           | ジーン・セグラ               | 右                           | 右                           | 32                           | 内野手                 | 9                      | アメリカ合衆国の旗     | ジェイク・クロネンワース★ | 右                     | 左                     | 28                     |
| 内野手                       | 33                           | パナマの旗                   | エドムンド・ソーサ＃         | 右                           | 右                           | 26                           | 内野手                 | 17                     | アメリカ合衆国の旗     | ブランドン・ドルーリー＃  | 右                     | 右                     | 30                     |
| 内野手                       | 5                            | アメリカ合衆国の旗           | ブライソン・ストット         | 右                           | 左                           | 25                           | 内野手                 | 7                      | 大韓民国の旗           | 金河成                    | 右                     | 右                     | 27                     |
| 外野手                       | 8                            | アメリカ合衆国の旗           | ニック・カステヤノス         | 右                           | 右                           | 30                           | 内野手                 | 13                     | アメリカ合衆国の旗     | マニー・マチャド★         | 右                     | 右                     | 30                     |
| 外野手                       | 18                           | アメリカ合衆国の旗           | ドルトン・ガスリー           | 右                           | 右                           | 26                           | 内野手                 | 5                      | アメリカ合衆国の旗     | ウィル・マイヤーズ        | 右                     | 右                     | 31                     |
| 外野手                       | 3                            | アメリカ合衆国の旗           | ブライス・ハーパー★          | 右                           | 左                           | 30                           | 外野手                 | 28                     | ベネズエラの旗         | ホセ・アゾーカー          | 右                     | 右                     | 26                     |
| 外野手                       | 16                           | アメリカ合衆国の旗           | ブランドン・マーシュ＃       | 右                           | 左                           | 24                           | 外野手                 | 2                      | アメリカ合衆国の旗     | トレント・グリシャム      | 左                     | 左                     | 25                     |
| 外野手                       | 12                           | アメリカ合衆国の旗           | カイル・シュワーバー★        | 右                           | 左                           | 29                           | 外野手                 | 10                     | キュラソー島の旗       | ジュリクソン・プロファー  | 右                     | 両                     | 29                     |
| 外野手                       | 19                           | アメリカ合衆国の旗           | マット・ビアリング           | 右                           | 右                           | 26                           | 外野手                 | 22                     | ドミニカ共和国の旗     | フアン・ソト★＃           | 左                     | 左                     | 23                     |

フィリーズは地区シリーズのロースターから救援右腕をひとり入れ替え、ニック・ネルソンに代えてデビッド・ロバートソンを登録した。ロバートソンは8月2日のトレード移籍後23.1イニングで防御率2.70を記録、ワイルドカードシリーズ第1戦では2点ビハインドの8回裏を2奪三振で三者凡退に抑える好投を見せ、9回表の逆転につなげた。ただ翌日の第2戦、2回表にブライス・ハーパーが先制本塁打を放った際、ダグアウトではしゃぎすぎて右ふくらはぎを痛め、地区シリーズではロースターを外れた。地区シリーズ中に多血小板血漿療法で回復に努めたことで、リーグ優勝決定戦の開幕前日には投球練習も守備練習も問題なくこなせるようになり、復帰が決まった。ネルソンは今ポストシーズンでは登板機会がなかった。これに対し、パドレスは地区シリーズからのロースター変更はない。
今シリーズではノラ兄弟の兄オースティンがパドレス捕手として、弟アーロンがフィリーズ投手としてロースター入りした。ポストシーズンで兄弟が敵味方に分かれて対戦するのは、1997年アメリカンリーグ優勝決定戦においてアロマー兄弟の兄サンディー・ジュニアがクリーブランド・インディアンス、弟ロベルトがボルチモア・オリオールズの一員として出場して以来25年ぶり6組目・9度目。ただし過去の5組は全て兄弟ともに野手であり、ノラ兄弟のような片方が投手という組み合わせはないため、兄弟が投打で直接対決すればポストシーズン史上初ということになる。レギュラーシーズンにおけるノラ兄弟の直接対決は過去に2度あって、2021年8月にはアーロンが兄を2打数無安打1四球に封じ、2022年6月にはオースティンが弟から決勝適時打を放っている。両親は今ポストシーズンで息子兄弟を応援するため全米を飛び回っており、ルイジアナ州バトンルージュの自宅からニューヨーク州ニューヨーク→ミズーリ州セントルイス→自宅→ペンシルベニア州フィラデルフィアと移動して現地観戦を続けたあと、兄弟対決が決まると再び自宅を経て今シリーズ開幕の地カリフォルニア州サンディエゴへ向かった。過去8度あったポストシーズン兄弟対決では、兄の所属球団が6勝に対して弟の所属球団が2勝という結果になっている。

## 開幕前の予想
MLB.comが所属記者・アナリスト76人にどちらがシリーズを制するか予想させたところ、パドレス勝利予想が46人に対しフィリーズ勝利予想が30人という結果となった。ESPNも同様の企画を記者12人で実施し、パドレス支持が7人でフィリーズ支持の5人を上回った。『スポーツ・イラストレイテッド』の企画では、記者7人のうちフィリーズ支持がひとりいたものの、残りの6人はパドレス勝利と予想した。

## 試合結果
2022年のナショナルリーグ優勝決定戦は10月18日に開幕し、途中に移動日を挟んで6日間で5試合が行われた。前年シーズン終了後にMLB機構と選手会との労使交渉がもつれてロックアウトが実施され、今シーズンの開幕が3月31日から4月7日へ後ろ倒しされた影響で、例年設けられていた第5戦と第6戦の間の移動日が今シリーズではなくなったが、結局シリーズは5試合で決着した。日程・結果は以下の通り。
| 日付                                                         | 試合  | ビジター球団（先攻）         | スコア | ホーム球団（後攻）           | 開催球場                   | 開催球場                                 |
| ------------------------------------------------------------ | ----- | ---------------------------- | ------ | ---------------------------- | -------------------------- | ---------------------------------------- |
| 10月18日（火）                                               | 第1戦 | フィラデルフィア・フィリーズ | 2－0   | サンディエゴ・パドレス       | ペトコ・パーク             | シチズンズ・バンク・パークペトコ・パーク |
| 10月19日（水）                                               | 第2戦 | フィラデルフィア・フィリーズ | 5－8   | サンディエゴ・パドレス       | ペトコ・パーク             | シチズンズ・バンク・パークペトコ・パーク |
| 10月20日（木）                                               |       | 移動日                       | 移動日 | 移動日                       |                            | シチズンズ・バンク・パークペトコ・パーク |
| 10月21日（金）                                               | 第3戦 | サンディエゴ・パドレス       | 2－4   | フィラデルフィア・フィリーズ | シチズンズ・バンク・パーク | シチズンズ・バンク・パークペトコ・パーク |
| 10月22日（土）                                               | 第4戦 | サンディエゴ・パドレス       | 6－10  | フィラデルフィア・フィリーズ | シチズンズ・バンク・パーク | シチズンズ・バンク・パークペトコ・パーク |
| 10月23日（日）                                               | 第5戦 | サンディエゴ・パドレス       | 3－4   | フィラデルフィア・フィリーズ | シチズンズ・バンク・パーク | シチズンズ・バンク・パークペトコ・パーク |
| 優勝：フィラデルフィア・フィリーズ（4勝1敗 / 13年ぶり8度目） |       |                              |        |                              |                            | シチズンズ・バンク・パークペトコ・パーク |

### 第1戦 10月18日
- ペトコ・パーク（カリフォルニア州サンディエゴ）

|                              | 1 | 2 | 3 | 4 | 5 | 6 | 7 | 8 | 9 | R | H | E |
| ---------------------------- | - | - | - | - | - | - | - | - | - | - | - | - |
| フィラデルフィア・フィリーズ | 0 | 0 | 0 | 1 | 0 | 1 | 0 | 0 | 0 | 2 | 3 | 1 |
| サンディエゴ・パドレス       | 0 | 0 | 0 | 0 | 0 | 0 | 0 | 0 | 0 | 0 | 1 | 0 |

1. 勝利：ザック・ウィーラー（1勝）
2. セーブ：ホセ・アルバラード（1S）
3. 敗戦：ダルビッシュ有（1敗）
4. 本塁打
PHI：ブライス・ハーパー1号ソロ、カイル・シュワーバー1号ソロ
5. 審判
［球審］ブライアン・ナイト
［塁審］一塁: テッド・バレット、二塁: アダム・ハマリ、三塁: クイン・ウォルコット
［外審］左翼: ダグ・エディングス、右翼: トッド・ティチェナー
6. 試合開始時刻: 太平洋夏時間（UTC-7）午後5時4分  試合時間: 2時間43分  観客: 4万4826人  気温: 78°F（25.6°C）
詳細: MLB.com Gameday / ESPN.com / Baseball-Reference.com / FanGraphs

| フィラデルフィア・フィリーズ | フィラデルフィア・フィリーズ | フィラデルフィア・フィリーズ | フィラデルフィア・フィリーズ | フィラデルフィア・フィリーズ                                                                                                 | サンディエゴ・パドレス | サンディエゴ・パドレス | サンディエゴ・パドレス | サンディエゴ・パドレス | サンディエゴ・パドレス                                                                                        |
| ---------------------------- | ---------------------------- | ---------------------------- | ---------------------------- | --- | ---------------------- | ---------------------- | ---------------------- | ---------------------- | --- |
| 打順                         | 守備                         | 選手                         | 打席                         | Z・ウィーラーJ・リアルミュートR・ホスキンスJ・セグラA・ボームB・ストットK・シュワーバーB・マーシュN・カステヤノスB・ハーパー | 打順                   | 守備                   | 選手                   | 打席                   | ダルビッシュ有Au・ノラW・マイヤーズJ・クロネンワースM・マチャド金河成J・プロファーT・グリシャムJ・ソトJ・ベル |
| 1                            | 左                           | K・シュワーバー              | 左                           | Z・ウィーラーJ・リアルミュートR・ホスキンスJ・セグラA・ボームB・ストットK・シュワーバーB・マーシュN・カステヤノスB・ハーパー | 1                      | 左                     | J・プロファー          | 両                     | ダルビッシュ有Au・ノラW・マイヤーズJ・クロネンワースM・マチャド金河成J・プロファーT・グリシャムJ・ソトJ・ベル |
| 2                            | 一                           | R・ホスキンス                | 右                           | Z・ウィーラーJ・リアルミュートR・ホスキンスJ・セグラA・ボームB・ストットK・シュワーバーB・マーシュN・カステヤノスB・ハーパー | 2                      | 右                     | J・ソト                | 左                     | ダルビッシュ有Au・ノラW・マイヤーズJ・クロネンワースM・マチャド金河成J・プロファーT・グリシャムJ・ソトJ・ベル |
| 3                            | 捕                           | J・リアルミュート            | 右                           | Z・ウィーラーJ・リアルミュートR・ホスキンスJ・セグラA・ボームB・ストットK・シュワーバーB・マーシュN・カステヤノスB・ハーパー | 3                      | 三                     | M・マチャド            | 右                     | ダルビッシュ有Au・ノラW・マイヤーズJ・クロネンワースM・マチャド金河成J・プロファーT・グリシャムJ・ソトJ・ベル |
| 4                            | DH                           | B・ハーパー                  | 左                           | Z・ウィーラーJ・リアルミュートR・ホスキンスJ・セグラA・ボームB・ストットK・シュワーバーB・マーシュN・カステヤノスB・ハーパー | 4                      | DH                     | J・ベル                | 両                     | ダルビッシュ有Au・ノラW・マイヤーズJ・クロネンワースM・マチャド金河成J・プロファーT・グリシャムJ・ソトJ・ベル |
| 5                            | 右                           | N・カステヤノス              | 右                           | Z・ウィーラーJ・リアルミュートR・ホスキンスJ・セグラA・ボームB・ストットK・シュワーバーB・マーシュN・カステヤノスB・ハーパー | 5                      | 二                     | J・クロネンワース      | 左                     | ダルビッシュ有Au・ノラW・マイヤーズJ・クロネンワースM・マチャド金河成J・プロファーT・グリシャムJ・ソトJ・ベル |
| 6                            | 三                           | A・ボーム                    | 右                           | Z・ウィーラーJ・リアルミュートR・ホスキンスJ・セグラA・ボームB・ストットK・シュワーバーB・マーシュN・カステヤノスB・ハーパー | 6                      | 一                     | W・マイヤーズ          | 右                     | ダルビッシュ有Au・ノラW・マイヤーズJ・クロネンワースM・マチャド金河成J・プロファーT・グリシャムJ・ソトJ・ベル |
| 7                            | 遊                           | B・ストット                  | 左                           | Z・ウィーラーJ・リアルミュートR・ホスキンスJ・セグラA・ボームB・ストットK・シュワーバーB・マーシュN・カステヤノスB・ハーパー | 7                      | 遊                     | 金河成                 | 右                     | ダルビッシュ有Au・ノラW・マイヤーズJ・クロネンワースM・マチャド金河成J・プロファーT・グリシャムJ・ソトJ・ベル |
| 8                            | 二                           | J・セグラ                    | 右                           | Z・ウィーラーJ・リアルミュートR・ホスキンスJ・セグラA・ボームB・ストットK・シュワーバーB・マーシュN・カステヤノスB・ハーパー | 8                      | 中                     | T・グリシャム          | 左                     | ダルビッシュ有Au・ノラW・マイヤーズJ・クロネンワースM・マチャド金河成J・プロファーT・グリシャムJ・ソトJ・ベル |
| 9                            | 中                           | B・マーシュ                  | 左                           | Z・ウィーラーJ・リアルミュートR・ホスキンスJ・セグラA・ボームB・ストットK・シュワーバーB・マーシュN・カステヤノスB・ハーパー | 9                      | 捕                     | Au・ノラ               | 右                     | ダルビッシュ有Au・ノラW・マイヤーズJ・クロネンワースM・マチャド金河成J・プロファーT・グリシャムJ・ソトJ・ベル |
| 先発投手                     | 先発投手                     | 先発投手                     | 投球                         | Z・ウィーラーJ・リアルミュートR・ホスキンスJ・セグラA・ボームB・ストットK・シュワーバーB・マーシュN・カステヤノスB・ハーパー | 先発投手               | 先発投手               | 先発投手               | 投球                   | ダルビッシュ有Au・ノラW・マイヤーズJ・クロネンワースM・マチャド金河成J・プロファーT・グリシャムJ・ソトJ・ベル |
| Z・ウィーラー                | Z・ウィーラー                | Z・ウィーラー                | 右                           | Z・ウィーラーJ・リアルミュートR・ホスキンスJ・セグラA・ボームB・ストットK・シュワーバーB・マーシュN・カステヤノスB・ハーパー | ダルビッシュ有         | ダルビッシュ有         | ダルビッシュ有         | 右                     | ダルビッシュ有Au・ノラW・マイヤーズJ・クロネンワースM・マチャド金河成J・プロファーT・グリシャムJ・ソトJ・ベル |

### 第2戦 10月19日
- ペトコ・パーク（カリフォルニア州サンディエゴ）

|                              | 1 | 2 | 3 | 4 | 5 | 6 | 7 | 8 | 9 | R | H  | E |
| ---------------------------- | - | - | - | - | - | - | - | - | - | - | -- | - |
| フィラデルフィア・フィリーズ | 0 | 4 | 0 | 0 | 0 | 0 | 0 | 1 | 0 | 5 | 8  | 0 |
| サンディエゴ・パドレス       | 0 | 2 | 0 | 0 | 5 | 0 | 1 | 0 | X | 8 | 13 | 1 |

1. 勝利：ブレイク・スネル（1勝）
2. セーブ：ジョシュ・ヘイダー（1S）
3. 敗戦：アーロン・ノラ（1敗）
4. 本塁打
PHI：リース・ホスキンス1号ソロ
SD：ブランドン・ドルーリー1号ソロ、ジョシュ・ベル1号ソロ、マニー・マチャド1号ソロ
5. 審判
［球審］ランス・バレット
［塁審］一塁: アダム・ハマリ、二塁: クイン・ウォルコット、三塁: ダグ・エディングス
［外審］左翼: トッド・ティチェナー、右翼: ブライアン・ナイト
6. 試合開始時刻: 太平洋夏時間（UTC-7）午後1時36分  試合時間: 3時間57分  観客: 4万4607人  気温: 92°F（33.3°C）
詳細: MLB.com Gameday / ESPN.com / Baseball-Reference.com / FanGraphs

| フィラデルフィア・フィリーズ | フィラデルフィア・フィリーズ | フィラデルフィア・フィリーズ | フィラデルフィア・フィリーズ | フィラデルフィア・フィリーズ                                                                                            | サンディエゴ・パドレス | サンディエゴ・パドレス | サンディエゴ・パドレス | サンディエゴ・パドレス | サンディエゴ・パドレス                                                                                   |
| ---------------------------- | ---------------------------- | ---------------------------- | ---------------------------- | --- | ---------------------- | ---------------------- | ---------------------- | ---------------------- | --- |
| 打順                         | 守備                         | 選手                         | 打席                         | Aa・ノラJ・リアルミュートR・ホスキンスJ・セグラA・ボームE・ソーサK・シュワーバーM・ビアリングN・カステヤノスB・ハーパー | 打順                   | 守備                   | 選手                   | 打席                   | B・スネルAu・ノラB・ドルーリーJ・クロネンワースM・マチャド金河成J・プロファーT・グリシャムJ・ソトJ・ベル |
| 1                            | 左                           | K・シュワーバー              | 左                           | Aa・ノラJ・リアルミュートR・ホスキンスJ・セグラA・ボームE・ソーサK・シュワーバーM・ビアリングN・カステヤノスB・ハーパー | 1                      | 左                     | J・プロファー          | 両                     | B・スネルAu・ノラB・ドルーリーJ・クロネンワースM・マチャド金河成J・プロファーT・グリシャムJ・ソトJ・ベル |
| 2                            | 一                           | R・ホスキンス                | 右                           | Aa・ノラJ・リアルミュートR・ホスキンスJ・セグラA・ボームE・ソーサK・シュワーバーM・ビアリングN・カステヤノスB・ハーパー | 2                      | 右                     | J・ソト                | 左                     | B・スネルAu・ノラB・ドルーリーJ・クロネンワースM・マチャド金河成J・プロファーT・グリシャムJ・ソトJ・ベル |
| 3                            | 捕                           | J・リアルミュート            | 右                           | Aa・ノラJ・リアルミュートR・ホスキンスJ・セグラA・ボームE・ソーサK・シュワーバーM・ビアリングN・カステヤノスB・ハーパー | 3                      | 三                     | M・マチャド            | 右                     | B・スネルAu・ノラB・ドルーリーJ・クロネンワースM・マチャド金河成J・プロファーT・グリシャムJ・ソトJ・ベル |
| 4                            | DH                           | B・ハーパー                  | 左                           | Aa・ノラJ・リアルミュートR・ホスキンスJ・セグラA・ボームE・ソーサK・シュワーバーM・ビアリングN・カステヤノスB・ハーパー | 4                      | 二                     | J・クロネンワース      | 左                     | B・スネルAu・ノラB・ドルーリーJ・クロネンワースM・マチャド金河成J・プロファーT・グリシャムJ・ソトJ・ベル |
| 5                            | 右                           | N・カステヤノス              | 右                           | Aa・ノラJ・リアルミュートR・ホスキンスJ・セグラA・ボームE・ソーサK・シュワーバーM・ビアリングN・カステヤノスB・ハーパー | 5                      | 一                     | B・ドルーリー          | 右                     | B・スネルAu・ノラB・ドルーリーJ・クロネンワースM・マチャド金河成J・プロファーT・グリシャムJ・ソトJ・ベル |
| 6                            | 三                           | A・ボーム                    | 右                           | Aa・ノラJ・リアルミュートR・ホスキンスJ・セグラA・ボームE・ソーサK・シュワーバーM・ビアリングN・カステヤノスB・ハーパー | 6                      | DH                     | J・ベル                | 両                     | B・スネルAu・ノラB・ドルーリーJ・クロネンワースM・マチャド金河成J・プロファーT・グリシャムJ・ソトJ・ベル |
| 7                            | 二                           | J・セグラ                    | 右                           | Aa・ノラJ・リアルミュートR・ホスキンスJ・セグラA・ボームE・ソーサK・シュワーバーM・ビアリングN・カステヤノスB・ハーパー | 7                      | 遊                     | 金河成                 | 右                     | B・スネルAu・ノラB・ドルーリーJ・クロネンワースM・マチャド金河成J・プロファーT・グリシャムJ・ソトJ・ベル |
| 8                            | 中                           | M・ビアリング                | 右                           | Aa・ノラJ・リアルミュートR・ホスキンスJ・セグラA・ボームE・ソーサK・シュワーバーM・ビアリングN・カステヤノスB・ハーパー | 8                      | 中                     | T・グリシャム          | 左                     | B・スネルAu・ノラB・ドルーリーJ・クロネンワースM・マチャド金河成J・プロファーT・グリシャムJ・ソトJ・ベル |
| 9                            | 遊                           | E・ソーサ                    | 右                           | Aa・ノラJ・リアルミュートR・ホスキンスJ・セグラA・ボームE・ソーサK・シュワーバーM・ビアリングN・カステヤノスB・ハーパー | 9                      | 捕                     | Au・ノラ               | 右                     | B・スネルAu・ノラB・ドルーリーJ・クロネンワースM・マチャド金河成J・プロファーT・グリシャムJ・ソトJ・ベル |
| 先発投手                     | 先発投手                     | 先発投手                     | 投球                         | Aa・ノラJ・リアルミュートR・ホスキンスJ・セグラA・ボームE・ソーサK・シュワーバーM・ビアリングN・カステヤノスB・ハーパー | 先発投手               | 先発投手               | 先発投手               | 投球                   | B・スネルAu・ノラB・ドルーリーJ・クロネンワースM・マチャド金河成J・プロファーT・グリシャムJ・ソトJ・ベル |
| Aa・ノラ                     | Aa・ノラ                     | Aa・ノラ                     | 右                           | Aa・ノラJ・リアルミュートR・ホスキンスJ・セグラA・ボームE・ソーサK・シュワーバーM・ビアリングN・カステヤノスB・ハーパー | B・スネル              | B・スネル              | B・スネル              | 左                     | B・スネルAu・ノラB・ドルーリーJ・クロネンワースM・マチャド金河成J・プロファーT・グリシャムJ・ソトJ・ベル |

### 第3戦 10月21日
- シチズンズ・バンク・パーク（ペンシルベニア州フィラデルフィア）

|                              | 1 | 2 | 3 | 4 | 5 | 6 | 7 | 8 | 9 | R | H | E |
| ---------------------------- | - | - | - | - | - | - | - | - | - | - | - | - |
| サンディエゴ・パドレス       | 0 | 0 | 0 | 1 | 1 | 0 | 0 | 0 | 0 | 2 | 7 | 0 |
| フィラデルフィア・フィリーズ | 1 | 0 | 0 | 2 | 0 | 1 | 0 | 0 | X | 4 | 9 | 2 |

1. 勝利：レンジャー・スアレス（1勝）
2. セーブ：セランソニー・ドミンゲス（1S）
3. 敗戦：ジョー・マスグローブ（1敗）
4. 本塁打
PHI：カイル・シュワーバー2号ソロ
5. 審判
［球審］テッド・バレット
［塁審］一塁: クイン・ウォルコット、二塁: ダグ・エディングス、三塁: トッド・ティチェナー
［外審］左翼: ブライアン・ナイト、右翼: ランス・バレット
6. 試合開始時刻: 東部夏時間（UTC-4）午後7時38分  試合時間: 3時間23分  観客: 4万5279人  気温: 57°F（13.9°C）
詳細: MLB.com Gameday / ESPN.com / Baseball-Reference.com / FanGraphs

| サンディエゴ・パドレス | サンディエゴ・パドレス | サンディエゴ・パドレス | サンディエゴ・パドレス | サンディエゴ・パドレス                                                                                               | フィラデルフィア・フィリーズ | フィラデルフィア・フィリーズ | フィラデルフィア・フィリーズ | フィラデルフィア・フィリーズ | フィラデルフィア・フィリーズ                                                                                                |
| ---------------------- | ---------------------- | ---------------------- | ---------------------- | --- | ---------------------------- | ---------------------------- | ---------------------------- | ---------------------------- | --- |
| 打順                   | 守備                   | 選手                   | 打席                   | J・マスグローブAu・ノラW・マイヤーズJ・クロネンワースM・マチャド金河成J・プロファーT・グリシャムJ・ソトB・ドルーリー | 打順                         | 守備                         | 選手                         | 打席                         | Ra・スアレスJ・リアルミュートR・ホスキンスJ・セグラA・ボームB・ストットK・シュワーバーB・マーシュN・カステヤノスB・ハーパー |
| 1                      | 遊                     | 金河成                 | 右                     | J・マスグローブAu・ノラW・マイヤーズJ・クロネンワースM・マチャド金河成J・プロファーT・グリシャムJ・ソトB・ドルーリー | 1                            | 左                           | K・シュワーバー              | 左                           | Ra・スアレスJ・リアルミュートR・ホスキンスJ・セグラA・ボームB・ストットK・シュワーバーB・マーシュN・カステヤノスB・ハーパー |
| 2                      | 右                     | J・ソト                | 左                     | J・マスグローブAu・ノラW・マイヤーズJ・クロネンワースM・マチャド金河成J・プロファーT・グリシャムJ・ソトB・ドルーリー | 2                            | 一                           | R・ホスキンス                | 右                           | Ra・スアレスJ・リアルミュートR・ホスキンスJ・セグラA・ボームB・ストットK・シュワーバーB・マーシュN・カステヤノスB・ハーパー |
| 3                      | 三                     | M・マチャド            | 右                     | J・マスグローブAu・ノラW・マイヤーズJ・クロネンワースM・マチャド金河成J・プロファーT・グリシャムJ・ソトB・ドルーリー | 3                            | 捕                           | J・リアルミュート            | 右                           | Ra・スアレスJ・リアルミュートR・ホスキンスJ・セグラA・ボームB・ストットK・シュワーバーB・マーシュN・カステヤノスB・ハーパー |
| 4                      | DH                     | B・ドルーリー          | 右                     | J・マスグローブAu・ノラW・マイヤーズJ・クロネンワースM・マチャド金河成J・プロファーT・グリシャムJ・ソトB・ドルーリー | 4                            | DH                           | B・ハーパー                  | 左                           | Ra・スアレスJ・リアルミュートR・ホスキンスJ・セグラA・ボームB・ストットK・シュワーバーB・マーシュN・カステヤノスB・ハーパー |
| 5                      | 二                     | J・クロネンワース      | 左                     | J・マスグローブAu・ノラW・マイヤーズJ・クロネンワースM・マチャド金河成J・プロファーT・グリシャムJ・ソトB・ドルーリー | 5                            | 右                           | N・カステヤノス              | 右                           | Ra・スアレスJ・リアルミュートR・ホスキンスJ・セグラA・ボームB・ストットK・シュワーバーB・マーシュN・カステヤノスB・ハーパー |
| 6                      | 一                     | W・マイヤーズ          | 右                     | J・マスグローブAu・ノラW・マイヤーズJ・クロネンワースM・マチャド金河成J・プロファーT・グリシャムJ・ソトB・ドルーリー | 6                            | 三                           | A・ボーム                    | 右                           | Ra・スアレスJ・リアルミュートR・ホスキンスJ・セグラA・ボームB・ストットK・シュワーバーB・マーシュN・カステヤノスB・ハーパー |
| 7                      | 左                     | J・プロファー          | 両                     | J・マスグローブAu・ノラW・マイヤーズJ・クロネンワースM・マチャド金河成J・プロファーT・グリシャムJ・ソトB・ドルーリー | 7                            | 遊                           | B・ストット                  | 左                           | Ra・スアレスJ・リアルミュートR・ホスキンスJ・セグラA・ボームB・ストットK・シュワーバーB・マーシュN・カステヤノスB・ハーパー |
| 8                      | 中                     | T・グリシャム          | 左                     | J・マスグローブAu・ノラW・マイヤーズJ・クロネンワースM・マチャド金河成J・プロファーT・グリシャムJ・ソトB・ドルーリー | 8                            | 二                           | J・セグラ                    | 右                           | Ra・スアレスJ・リアルミュートR・ホスキンスJ・セグラA・ボームB・ストットK・シュワーバーB・マーシュN・カステヤノスB・ハーパー |
| 9                      | 捕                     | Au・ノラ               | 右                     | J・マスグローブAu・ノラW・マイヤーズJ・クロネンワースM・マチャド金河成J・プロファーT・グリシャムJ・ソトB・ドルーリー | 9                            | 中                           | B・マーシュ                  | 左                           | Ra・スアレスJ・リアルミュートR・ホスキンスJ・セグラA・ボームB・ストットK・シュワーバーB・マーシュN・カステヤノスB・ハーパー |
| 先発投手               | 先発投手               | 先発投手               | 投球                   | J・マスグローブAu・ノラW・マイヤーズJ・クロネンワースM・マチャド金河成J・プロファーT・グリシャムJ・ソトB・ドルーリー | 先発投手                     | 先発投手                     | 先発投手                     | 投球                         | Ra・スアレスJ・リアルミュートR・ホスキンスJ・セグラA・ボームB・ストットK・シュワーバーB・マーシュN・カステヤノスB・ハーパー |
| J・マスグローブ        | J・マスグローブ        | J・マスグローブ        | 右                     | J・マスグローブAu・ノラW・マイヤーズJ・クロネンワースM・マチャド金河成J・プロファーT・グリシャムJ・ソトB・ドルーリー | Ra・スアレス                 | Ra・スアレス                 | Ra・スアレス                 | 左                           | Ra・スアレスJ・リアルミュートR・ホスキンスJ・セグラA・ボームB・ストットK・シュワーバーB・マーシュN・カステヤノスB・ハーパー |

### 第4戦 10月22日
- シチズンズ・バンク・パーク（ペンシルベニア州フィラデルフィア）

|                              | 1 | 2 | 3 | 4 | 5 | 6 | 7 | 8 | 9 | R  | H  | E |
| ---------------------------- | - | - | - | - | - | - | - | - | - | -- | -- | - |
| サンディエゴ・パドレス       | 4 | 0 | 0 | 0 | 2 | 0 | 0 | 0 | 0 | 6  | 8  | 0 |
| フィラデルフィア・フィリーズ | 3 | 0 | 0 | 1 | 4 | 1 | 1 | 0 | X | 10 | 11 | 0 |

1. 勝利：ブラッド・ハンド（1勝）
2. 敗戦：ショーン・マネイア（1敗）
3. 本塁打
SD：マニー・マチャド2号ソロ、フアン・ソト1号2ラン
PHI：リース・ホスキンス2号2ラン・3号2ラン、カイル・シュワーバー3号ソロ、J.T.リアルミュート1号ソロ
4. 審判
［球審］アダム・ハマリ
［塁審］一塁: ダグ・エディングス、二塁: トッド・ティチェナー、三塁: ブライアン・ナイト
［外審］左翼: ランス・バレット、右翼: テッド・バレット
5. 試合開始時刻: 東部夏時間（UTC-4）午後7時46分  試合時間: 3時間29分  観客: 4万5467人  気温: 58°F（14.4°C）
詳細: MLB.com Gameday / ESPN.com / Baseball-Reference.com / FanGraphs

| サンディエゴ・パドレス | サンディエゴ・パドレス | サンディエゴ・パドレス | サンディエゴ・パドレス | サンディエゴ・パドレス                                                                                           | フィラデルフィア・フィリーズ | フィラデルフィア・フィリーズ | フィラデルフィア・フィリーズ | フィラデルフィア・フィリーズ | フィラデルフィア・フィリーズ                                                                                                 |
| ---------------------- | ---------------------- | ---------------------- | ---------------------- | --- | ---------------------------- | ---------------------------- | ---------------------------- | ---------------------------- | --- |
| 打順                   | 守備                   | 選手                   | 打席                   | M・クレビンジャーAu・ノラB・ドルーリーJ・クロネンワースM・マチャド金河成J・プロファーT・グリシャムJ・ソトJ・ベル | 打順                         | 守備                         | 選手                         | 打席                         | B・ファルターJ・リアルミュートR・ホスキンスJ・セグラA・ボームB・ストットK・シュワーバーB・マーシュN・カステヤノスB・ハーパー |
| 1                      | 左                     | J・プロファー          | 両                     | M・クレビンジャーAu・ノラB・ドルーリーJ・クロネンワースM・マチャド金河成J・プロファーT・グリシャムJ・ソトJ・ベル | 1                            | 左                           | K・シュワーバー              | 左                           | B・ファルターJ・リアルミュートR・ホスキンスJ・セグラA・ボームB・ストットK・シュワーバーB・マーシュN・カステヤノスB・ハーパー |
| 2                      | 右                     | J・ソト                | 左                     | M・クレビンジャーAu・ノラB・ドルーリーJ・クロネンワースM・マチャド金河成J・プロファーT・グリシャムJ・ソトJ・ベル | 2                            | 一                           | R・ホスキンス                | 右                           | B・ファルターJ・リアルミュートR・ホスキンスJ・セグラA・ボームB・ストットK・シュワーバーB・マーシュN・カステヤノスB・ハーパー |
| 3                      | 三                     | M・マチャド            | 右                     | M・クレビンジャーAu・ノラB・ドルーリーJ・クロネンワースM・マチャド金河成J・プロファーT・グリシャムJ・ソトJ・ベル | 3                            | 捕                           | J・リアルミュート            | 右                           | B・ファルターJ・リアルミュートR・ホスキンスJ・セグラA・ボームB・ストットK・シュワーバーB・マーシュN・カステヤノスB・ハーパー |
| 4                      | DH                     | J・ベル                | 両                     | M・クレビンジャーAu・ノラB・ドルーリーJ・クロネンワースM・マチャド金河成J・プロファーT・グリシャムJ・ソトJ・ベル | 4                            | DH                           | B・ハーパー                  | 左                           | B・ファルターJ・リアルミュートR・ホスキンスJ・セグラA・ボームB・ストットK・シュワーバーB・マーシュN・カステヤノスB・ハーパー |
| 5                      | 二                     | J・クロネンワース      | 左                     | M・クレビンジャーAu・ノラB・ドルーリーJ・クロネンワースM・マチャド金河成J・プロファーT・グリシャムJ・ソトJ・ベル | 5                            | 右                           | N・カステヤノス              | 右                           | B・ファルターJ・リアルミュートR・ホスキンスJ・セグラA・ボームB・ストットK・シュワーバーB・マーシュN・カステヤノスB・ハーパー |
| 6                      | 一                     | B・ドルーリー          | 右                     | M・クレビンジャーAu・ノラB・ドルーリーJ・クロネンワースM・マチャド金河成J・プロファーT・グリシャムJ・ソトJ・ベル | 6                            | 三                           | A・ボーム                    | 右                           | B・ファルターJ・リアルミュートR・ホスキンスJ・セグラA・ボームB・ストットK・シュワーバーB・マーシュN・カステヤノスB・ハーパー |
| 7                      | 遊                     | 金河成                 | 右                     | M・クレビンジャーAu・ノラB・ドルーリーJ・クロネンワースM・マチャド金河成J・プロファーT・グリシャムJ・ソトJ・ベル | 7                            | 遊                           | B・ストット                  | 左                           | B・ファルターJ・リアルミュートR・ホスキンスJ・セグラA・ボームB・ストットK・シュワーバーB・マーシュN・カステヤノスB・ハーパー |
| 8                      | 中                     | T・グリシャム          | 左                     | M・クレビンジャーAu・ノラB・ドルーリーJ・クロネンワースM・マチャド金河成J・プロファーT・グリシャムJ・ソトJ・ベル | 8                            | 二                           | J・セグラ                    | 右                           | B・ファルターJ・リアルミュートR・ホスキンスJ・セグラA・ボームB・ストットK・シュワーバーB・マーシュN・カステヤノスB・ハーパー |
| 9                      | 捕                     | Au・ノラ               | 右                     | M・クレビンジャーAu・ノラB・ドルーリーJ・クロネンワースM・マチャド金河成J・プロファーT・グリシャムJ・ソトJ・ベル | 9                            | 中                           | B・マーシュ                  | 左                           | B・ファルターJ・リアルミュートR・ホスキンスJ・セグラA・ボームB・ストットK・シュワーバーB・マーシュN・カステヤノスB・ハーパー |
| 先発投手               | 先発投手               | 先発投手               | 投球                   | M・クレビンジャーAu・ノラB・ドルーリーJ・クロネンワースM・マチャド金河成J・プロファーT・グリシャムJ・ソトJ・ベル | 先発投手                     | 先発投手                     | 先発投手                     | 投球                         | B・ファルターJ・リアルミュートR・ホスキンスJ・セグラA・ボームB・ストットK・シュワーバーB・マーシュN・カステヤノスB・ハーパー |
| M・クレビンジャー      | M・クレビンジャー      | M・クレビンジャー      | 右                     | M・クレビンジャーAu・ノラB・ドルーリーJ・クロネンワースM・マチャド金河成J・プロファーT・グリシャムJ・ソトJ・ベル | B・ファルター                | B・ファルター                | B・ファルター                | 左                           | B・ファルターJ・リアルミュートR・ホスキンスJ・セグラA・ボームB・ストットK・シュワーバーB・マーシュN・カステヤノスB・ハーパー |

### 第5戦 10月23日
- シチズンズ・バンク・パーク（ペンシルベニア州フィラデルフィア）

|                              | 1 | 2 | 3 | 4 | 5 | 6 | 7 | 8 | 9 | R | H | E |
| ---------------------------- | - | - | - | - | - | - | - | - | - | - | - | - |
| サンディエゴ・パドレス       | 0 | 0 | 0 | 1 | 0 | 0 | 2 | 0 | 0 | 3 | 5 | 0 |
| フィラデルフィア・フィリーズ | 0 | 0 | 2 | 0 | 0 | 0 | 0 | 2 | X | 4 | 6 | 0 |

1. 勝利：ホセ・アルバラード（1勝1S）
2. セーブ：レンジャー・スアレス（1勝1S）
3. 敗戦：ロベルト・スアレス（1敗）
4. 本塁打
SD：フアン・ソト2号ソロ
PHI：リース・ホスキンス4号2ラン、ブライス・ハーパー2号2ラン
5. 審判
［球審］クイン・ウォルコット
［塁審］一塁: トッド・ティチェナー、二塁: ブライアン・ナイト、三塁: ランス・バレット
［外審］左翼: テッド・バレット、右翼: アダム・ハマリ
6. 試合開始時刻: 東部夏時間（UTC-4）午後2時38分  試合時間: 3時間32分  観客: 4万5485人  気温: 62°F（16.7°C）
詳細: MLB.com Gameday / ESPN.com / Baseball-Reference.com / FanGraphs

| サンディエゴ・パドレス | サンディエゴ・パドレス | サンディエゴ・パドレス | サンディエゴ・パドレス | サンディエゴ・パドレス                                                                                        | フィラデルフィア・フィリーズ | フィラデルフィア・フィリーズ | フィラデルフィア・フィリーズ | フィラデルフィア・フィリーズ | フィラデルフィア・フィリーズ                                                                                                 |
| ---------------------- | ---------------------- | ---------------------- | ---------------------- | --- | ---------------------------- | ---------------------------- | ---------------------------- | ---------------------------- | --- |
| 打順                   | 守備                   | 選手                   | 打席                   | ダルビッシュ有Au・ノラB・ドルーリーJ・クロネンワースM・マチャド金河成J・プロファーT・グリシャムJ・ソトJ・ベル | 打順                         | 守備                         | 選手                         | 打席                         | Z・ウィーラーJ・リアルミュートR・ホスキンスJ・セグラA・ボームB・ストットK・シュワーバーB・マーシュN・カステヤノスB・ハーパー |
| 1                      | 左                     | J・プロファー          | 両                     | ダルビッシュ有Au・ノラB・ドルーリーJ・クロネンワースM・マチャド金河成J・プロファーT・グリシャムJ・ソトJ・ベル | 1                            | 左                           | K・シュワーバー              | 左                           | Z・ウィーラーJ・リアルミュートR・ホスキンスJ・セグラA・ボームB・ストットK・シュワーバーB・マーシュN・カステヤノスB・ハーパー |
| 2                      | 右                     | J・ソト                | 左                     | ダルビッシュ有Au・ノラB・ドルーリーJ・クロネンワースM・マチャド金河成J・プロファーT・グリシャムJ・ソトJ・ベル | 2                            | 一                           | R・ホスキンス                | 右                           | Z・ウィーラーJ・リアルミュートR・ホスキンスJ・セグラA・ボームB・ストットK・シュワーバーB・マーシュN・カステヤノスB・ハーパー |
| 3                      | 三                     | M・マチャド            | 右                     | ダルビッシュ有Au・ノラB・ドルーリーJ・クロネンワースM・マチャド金河成J・プロファーT・グリシャムJ・ソトJ・ベル | 3                            | 捕                           | J・リアルミュート            | 右                           | Z・ウィーラーJ・リアルミュートR・ホスキンスJ・セグラA・ボームB・ストットK・シュワーバーB・マーシュN・カステヤノスB・ハーパー |
| 4                      | 二                     | J・クロネンワース      | 左                     | ダルビッシュ有Au・ノラB・ドルーリーJ・クロネンワースM・マチャド金河成J・プロファーT・グリシャムJ・ソトJ・ベル | 4                            | DH                           | B・ハーパー                  | 左                           | Z・ウィーラーJ・リアルミュートR・ホスキンスJ・セグラA・ボームB・ストットK・シュワーバーB・マーシュN・カステヤノスB・ハーパー |
| 5                      | DH                     | J・ベル                | 両                     | ダルビッシュ有Au・ノラB・ドルーリーJ・クロネンワースM・マチャド金河成J・プロファーT・グリシャムJ・ソトJ・ベル | 5                            | 右                           | N・カステヤノス              | 右                           | Z・ウィーラーJ・リアルミュートR・ホスキンスJ・セグラA・ボームB・ストットK・シュワーバーB・マーシュN・カステヤノスB・ハーパー |
| 6                      | 一                     | B・ドルーリー          | 右                     | ダルビッシュ有Au・ノラB・ドルーリーJ・クロネンワースM・マチャド金河成J・プロファーT・グリシャムJ・ソトJ・ベル | 6                            | 三                           | A・ボーム                    | 右                           | Z・ウィーラーJ・リアルミュートR・ホスキンスJ・セグラA・ボームB・ストットK・シュワーバーB・マーシュN・カステヤノスB・ハーパー |
| 7                      | 遊                     | 金河成                 | 右                     | ダルビッシュ有Au・ノラB・ドルーリーJ・クロネンワースM・マチャド金河成J・プロファーT・グリシャムJ・ソトJ・ベル | 7                            | 遊                           | B・ストット                  | 左                           | Z・ウィーラーJ・リアルミュートR・ホスキンスJ・セグラA・ボームB・ストットK・シュワーバーB・マーシュN・カステヤノスB・ハーパー |
| 8                      | 中                     | T・グリシャム          | 左                     | ダルビッシュ有Au・ノラB・ドルーリーJ・クロネンワースM・マチャド金河成J・プロファーT・グリシャムJ・ソトJ・ベル | 8                            | 二                           | J・セグラ                    | 右                           | Z・ウィーラーJ・リアルミュートR・ホスキンスJ・セグラA・ボームB・ストットK・シュワーバーB・マーシュN・カステヤノスB・ハーパー |
| 9                      | 捕                     | Au・ノラ               | 右                     | ダルビッシュ有Au・ノラB・ドルーリーJ・クロネンワースM・マチャド金河成J・プロファーT・グリシャムJ・ソトJ・ベル | 9                            | 中                           | B・マーシュ                  | 左                           | Z・ウィーラーJ・リアルミュートR・ホスキンスJ・セグラA・ボームB・ストットK・シュワーバーB・マーシュN・カステヤノスB・ハーパー |
| 先発投手               | 先発投手               | 先発投手               | 投球                   | ダルビッシュ有Au・ノラB・ドルーリーJ・クロネンワースM・マチャド金河成J・プロファーT・グリシャムJ・ソトJ・ベル | 先発投手                     | 先発投手                     | 先発投手                     | 投球                         | Z・ウィーラーJ・リアルミュートR・ホスキンスJ・セグラA・ボームB・ストットK・シュワーバーB・マーシュN・カステヤノスB・ハーパー |
| ダルビッシュ有         | ダルビッシュ有         | ダルビッシュ有         | 右                     | ダルビッシュ有Au・ノラB・ドルーリーJ・クロネンワースM・マチャド金河成J・プロファーT・グリシャムJ・ソトJ・ベル | Z・ウィーラー                | Z・ウィーラー                | Z・ウィーラー                | 右                           | Z・ウィーラーJ・リアルミュートR・ホスキンスJ・セグラA・ボームB・ストットK・シュワーバーB・マーシュN・カステヤノスB・ハーパー |